# Gobierno federal Figl I
El Gobierno federal Figl I o primer gobierno de Leopold Figl fue el gobierno federal austriaco formado tras las elecciones legislativas de 25 de noviembre de 1945. Se constituyó el 20 de diciembre de 1945 y cesó el 11 de octubre de 1949, manteniéndose en funciones hasta el 8 de noviembre de 1949. De los primeros diecisiete ministros, doce habían estado presos en campos de concentración.
| Ministerio                                          | Ministro | Partido político                     | Secretario de Estado |
| Cancillería federal                                 | Canciller federal: Leopold Figl Vicecanciller: Adolf Schärf (sin cartera) Ministro de Asuntos Exteriores: Karl Gruber Ministro: Alois Weinberger (hasta 11 de enero de 1947) Erwin Altenburger (desde el 11 de enero de 1947) | ÖVP SPÖ ÖVP                          | |
| Interior                                            | Oskar Helmer | SPÖ                                  | Ferdinand Graf (ÖVP) |
| Justicia                                            | Josef Gerö | Independiente (designado por el SPÖ) | |
| Educación                                           | Felix Hurdes | ÖVP                                  | |
| Asuntos Sociales                                    | Karl Maisel | SPÖ                                  | |
| Finanzas                                            | Georg Zimmermann | ÖVP                                  | |
| Agricultura y Silvicultura                          | Josef Kraus | ÖVP                                  | |
| Comercio y Reconstrucción                           | Eugen Fleischacker (hasta el 31 de mayo de 1946) Eduard Heinl (desde el 31 de mayo de 1946 hasta el 18 de febrero de 1948) Ernst Kolb                                                                                         | ÖVP                                  | |
| Suministros                                         | Hans Frenzel (hasta el 11 de enero de 1947) Otto Sagmeister (desde el 11 de enero de 1947) | SPÖ                                  | |
| Protección del Patrimonio y Planificación Económica | Peter Krauland | ÖVP                                  | Karl Waldbrunner (hasta el 28 de marzo de 1946) Franz Rauscher (desde el 28 de marzo de 1946 hasta el 11 de enero de 1947) Karl Mantler (desde el 11 de enero de 1947) (todos SPÖ) |
| Transportes                                         | Vinzenz Übeleis | SPÖ                                  | |
| Electrificación y Energía                           | Karl Altmann (hasta el 20 de noviembre de 1947) Eduard Heinl (desde el 20 hasta el 24 de noviembre de 1947) Alfred Migsch (desde el 24 de noviembre de 1947)                                                                  | KPÖ SPÖ                              | |